# Mimus gilvus
Chim nhại nhiệt đới (Mimus gilvus) là một loài chim trong họ Mimidae.
Loài chim này sinh sản từ nam México về phía nam đến bắc Brasil, và Đại Antilles và các đảo Vùng Caribe khác. Những con chim ở Panama và Trinidad có thể đã được người ta nhập nội. Chim nhại Bắc Mỹ (M. polyglottos) là loài bà con gần nhất với loài này nhưng loài nguy cấp chim nhại Socorro (M. graysoni) cũng có quan hệ gần hơn nhiều đối với hai loài này so với những gì người ta tin trước đây .